# Camp Courtney
Camp Courtney es una base del Cuerpo de Marines de Estados Unidos situada en Uruma, Prefectura de Okinawa, Japón. Forma parte del Marine Corps Base Camp Smedley D. Butler y es la base de la III Fuerza Expedicionaria de Marines, y de la 3.ª División de Marines. Lleva el nombre del mayor Henry A. Courtney, Jr., muerto en acción durante la batalla de Okinawa.
Camp Courtney se abrió como una base de los Marines. en enero de 1956, cuando las unidades de la 3.ª División fueron trasladadas allí desde Camp McGill en Yokosuka, Kanagawa, Japón. Inicialmente, la base fue conocida por su nombre original, Camp Tengan. Los primeros marines se alojaron en barracones del tipo Quonset o Niessen.